# Tardy Lajos
Tardy Lajos (születési nevén Kallós Lajos, Budapest, 1914. július 28. – Budapest, 1990. január 10.) művelődéstörténész, író, műfordító, heraldikus, a történelemtudomány doktora (1973).

## Életpályája
Jogi doktorátusát a budapesti tudományegyetemen szerezte. A második világháború alatt katonaként szolgált, később Kijevbe és Grúziába került mint hadifogoly. Miután hazatért, jogász volt az Igazságügyi Minisztériumban. 1950-ben létrehozta az Országos Fordító és Fordításhitelesítő Irodát (OFFI), melynek egyben 1955 tavaszáig az igazgatói tisztét is betöltötte. Állásából fegyelmi büntetéssel távolították el, koholt vádak alapján ítélték több évi börtönbüntetésre. 1956 decemberében mentették fel, majd sor került rehabilitálására. 1956 után is mellőzésnek volt kitéve, így vásárcsarnokban, majd könyvkereskedő-segédként dolgozott.
1960-ban az Országos Széchényi Könyvtárhoz került, ahol mint tudományos főmunkatársat alkalmazták. 1969-től egészen nyugállományba vonulásáig volt a Magyar Nemzeti Múzeum osztályvezetője.
Évtizedeken keresztül foglalkozott a magyarok múltjának kutatásával, a magyar művelődéstörténet több olyan vonatkozásra derített fényt, amely kapcsolatban áll a grúzok kultúrájával. Balugyánszky Mihály munkásságát is kutatta. Tudományos munkássága mellett regényírással, valamint szépirodalmi művek angolból, olaszból, oroszból történő fordításával is foglalkozott. Tanulmányait a Filológiai Közlönyben, a Századokban, az Irodalomtörténeti Közleményekben, az Antik Tanulmányokban és napilapokban publikálta.

## Fontosabb munkái
- Balugyánszky Mihály (szakkönyv, Bp., 1955)
- Fejezetek az orosz–magyar orvosi kapcsolatok múltjából. (szakkönyv, Schultheisz Emillel, Bp., 1960)
- Jakub bej (regény, Bp., 1963)
- Világjáró Besse János (regény, Radó Györggyel, Bp., 1963)
- A tokaji Borvásárló Bizottság története (1733–1798) (szakkönyv, Sárospatak, 1963)
- A magyarországi járványok történetéből (szaktanulmány, Schultheisz Emillel, Bp., 1964)
- Régi magyar követjárások Keleten (szakkönyv, Bp., 1971, 1983)
- Rabok, követek, kalmárok az Oszmán birodalomról (antológia, válogatta és bev. Bp., 1977)
- Régi hírünk a világban (történelmi esszék, Bp., 1979)
- A tatárországi rabszolga- kereskedelem és a magyarok a XIII-XV. században (szakkönyv, Bp., 1980)
- Régi feljegyzések Magyarországról (tanulmánygyűjtemény, Benda Kálmán utószavával, Bp., 1982)
- Szaggatott krónika. Nagy idők kis tanúja; Szépirodalmi, Bp., 1986
- Kis magyar történetek (tanulmánygyűjtemény, Bp., 1986)
- Orosz és ukrán utazók a régi Magyarországon; ford., előszó, jegyz. Tardy Lajos; Gondolat, Bp., 1988 (Közös dolgaink)
- Kaukázusi magyar tükör. Magyarok, grúzok, cserkeszek a kezdetektől 1848-ig; Akadémiai, Bp., 1988 (Kőrösi Csoma kiskönyvtár)
- Históriai ínyencfalatok; Laude, Bp., 1989